# Kopernica
Kopernica (in ungherese Barskapronca, in tedesco Deutsch-Litta) è un comune della Slovacchia facente parte del distretto di Žiar nad Hronom, nella regione di Banská Bystrica.